# Certificado de Validação Avançada
Certificados de Validação Avançada (EV SSL)  são um tipo especial de certificados X.509 que requer uma investigação mais extensa da entidade requerente pela Autoridade Certificadora antes de ser emitido.
Os critérios para a emissão de certificados EV são definidas pelo CA/Browser Fórum, uma organização sem fins lucrativos cujos membros incluem as principais ACs e vendedores de software da internet, bem como representantes das profissões jurídicas e de auditoria.